# Hanns Schmid (Grafiker)
Hanns Maria Schmid (* 26. Mai 1958) ist ein Schweizer Grafiker, Fotograf und Verleger.

## Leben
Hanns Maria Schmid absolvierte von 1976 bis 1979 eine Ausbildung als Biologie-Laborant bei Ciba-Geigy in Basel.
1980 bildete er sich autodidaktisch zum Fotografen weiter, nachdem er im selben Jahr die Ausstellung Magnum Photos im Kloster Saint-Ursanne gesehen hatte, die ihn tief beeindruckte. Neben seiner darauf folgenden Tätigkeit als Fotoreporter interessierte er sich auch ausgeprägt für die Geschichte der Fotografie.
Dies führte dazu, dass ihm 1982 von der renommierten Galerie Zur Stockeregg in Zürich die Leitung der Sparte Contemporary Photography angeboten wurde. Dort war er von 1983 bis 1986 tätig und kuratierte zugleich die Vintage-Galerie für klassische Fotografie, wo während seiner Zeit Unikate von Edward Weston, Paul Strand, Ansel Adams etc. ausgestellt wurden. 
Unter seiner Leitung entwickelte sich die Galerie zu einem kleinen Zentrum für zeitgenössische Fotografie in der Schweiz. Neben Ausstellungen veranstaltete er auch Vorträge zur Geschichte der Fotografie. Als Kurator war es ihm zudem ein Anliegen, weniger bekannte fotografische Talente ans Licht zu bringen und damit das Verständnis der Fotografie in der Schweiz zu fördern. So organisierte er 1984 beispielsweise eine Ausstellung mit Bildern des jungen Landschaftsfotografen Peter Gasser. Dessen Arbeiten standen in der Tradition des amerikanischen Fotografen Ansel Adams, eines Befürworters der „straight photography“, welche die der Fotografie eigenen Qualitäten, wie zum Beispiel die Tiefenschärfe, hervorhebt und sich damit bewusst gegen die malerischen Ansprüche des Piktorialismus stellt.
Danach verpflichtete ihn die Schweizerische Bankgesellschaft (SBG) – heute UBS – als Ressortleiter für kulturelle Veranstaltungen. In dieser Zeit realisierte er die Neukonzipierung des Grossen Fotopreises der Schweiz, kuratierte verschiedene Ausstellungen mit den Wettbewerbsfotografien und edierte den gleichnamigen Ausstellungskatalog. Für die Credit Suisse konzipierte er die Ausstellung „Piktorialismus in der Fotografie“ und edierte den Fotoband dazu.
Nach seiner Tätigkeit für die SBG gründete er seinen eigenen Verlag Edition Schmid, den er 2002 in Hanns Schmid Publishers umbenannte. Als Verleger realisierte er den viel beachteten Fotoband über die Fotografendynastie Höflinger in Basel. Weitere Buchprojekte folgten, die auch für den Red Dot Design Award, den German Design Award und den German Brand Award nominiert bzw. ausgezeichnet wurden. 
Von 1989 bis 1992 studierte Schmid an der Schule für Gestaltung Basel (heute Hochschule für Gestaltung und Kunst FHNW) Visuelle Kommunikation. Nach Studienabschluss arbeitete er in verschiedenen Ateliers als Grafiker, bis er 1995 seine eigene Agentur Hanns Schmid GrafikDesign gründete und fortan Gestaltungskonzepte in den Bereichen Kultur, Industrie und Architektur entwickelte und ausführte.
Schmids Grafikarbeiten wurden international mehrfach ausgezeichnet und seine Fotografien wurden in diversen Galerien, Fotoforen sowie an der Art Basel 1984 und 1985 gezeigt. Seine Plakate und Bücher, für die er zahlreiche Red Dot Awards bis hin zum Best of the Best erhielt, und die wiederholt für den German Design Award und den German Brand Award nominiert bzw. damit ausgezeichnet wurden (Excellent Book Design), sind in der Plakatsammlung staatliches Museum für angewandte Kunst - Pinakothek der Moderne, München, in der Plakatsammlung des Folkwang Museums, Essen in der Plakatsammlung des Museums für Gestaltung, Zürich sowie in diversen staatlichen und kantonalen Bibliotheken vertreten.
Im Jahr 2006 begann er eine weitere Tätigkeit als Filmemacher. Unter anderem drehte er einen Imagefilm für die Ziegelei Rapperswil Louis Gasser AG (heute Gasser Ceramic), der die Herstellung des Backsteins und des Dachziegels von der Grube bis zum fertigen Produkt zeigt; ebenfalls realisierte er einen Dokumentarfilm über die Stadt Sana’a im Jemen. Weitere Filmprojekte folgten.
Vor, während und nach seiner Zeit in der Galerie Zur Stockeregg baute Schmid eine eigene umfangreiche Fotosammlung auf, die er im Jahr 2010 der Fotostiftung Schweiz schenkte. Dort wurde sie im Sammelarchiv unter Spezialsammlung Hanns Schmid aufgenommen und veröffentlicht.
2011 nahm Hanns Schmid ein Studium an der Pädagogischen Hochschule Zürich (PHZH) auf. Nach zwei Semestern wechselte er zur Erwachsenenbildung und ist seit 2013 nebenberuflich Dozent an höheren Fachschulen wie sfb Höhere Fachschule für Technologie und Management, Schweizerische Fachschule TEKO und ipso Bildung AG, wo er die Fächer Kommunikation und Präsentationstechnik unterrichtet.
Schmid ist als Grafiker, Verleger und Dozent in Baden tätig. 

## Auszeichnungen
- 2000: Red Dot Design Award «Hohe Designqualität», chiffre bq 556-a – Plakatgestaltung
- 2001: Red Dot Design Award «Hohe Designqualität», cp-sphäre – Plakatkampagne
- 2001: Red Dot Design Award «Hohe Designqualität», Art on Paper – Inserat und Plakat
- 2002: Red Dot Design Award «Hohe Designqualität»,Baltensweiler Licht – Inserate- und Plakatkampagne
- 2002: Red Dot Design Award «Hohe Designqualität», Wie schwer das Leichte – Buch und Plakat
- 2005: Red Dot Design Award «Höchste Designqualität» Best of the best, SAAB – Plakatserie
- 2018: Red Dot Design Award «Hohe Designqualität», Basquiat, Plakat
- 2019: Red Dot Design Award «Hohe Designqualität», Serge Vandercam
- 2023: Winner German Design Award for «excellent book design», Buch «The Modena Paintings», Jean-Michel Basquiat
- 2024: Winner German Brand Award for «excellent book design», Buch «The Modena Paintings», Jean-Michel Basquiat
- 2024: Winner German Design Award 2025 for «excellent book design», Buch «Fauvismus»
- 2024: Winner German Design Award 2025 for «excellent poster design», Plakatserie «Dada Poem»
- 2025: Winner German Brand Award 2025 for «excellent book design», Buch «Fauvismus»
- 2025: Winner German Brand Award 2025 for «excellent poster design», Plakatserie «Dada Poem»

## Ausstellungen (Auswahl)
- 1981: Nikon Galerie, Zürich, Stillleben
- 1982: Fotoschule Vevey, Öffnungen
- 1983: Nikon Galerie, Zürich, Reportagefotografie
- 1984: Art ’84, Basel, Gruppenausstellung
- 1985: Art ’85, Basel, Visionen
- 1987: Photoforum Pasquart, Biel, Reportagen, Portraits, Stillleben
- 2000: Red-Dot-Ausstellung, Essen, Chiffre bq 556-a, Plakat
- 2001: Red-Dot-Ausstellung, Essen, CP-Sphäre, Plakatserie
- 2002: Red-Dot-Ausstellung, Essen, Baltensweiler Licht, Plakatserie
- 2006: Designpreis der Bundesrepublik Deutschland – Plakatserie «SAAB», Berlin
- 2018: Red-Dot-Ausstellung, Berlin, Basquiat, Plakat
- 2019: Bundesamt für Kultur, Bern: Schönste Schweizer Bücher; «Rost», «Grafische Notizen aus der Provinz, Homage an Fritz Gottschalk», «Kunstpark Val di Sella»
- 2020: Bundesamt für Kultur, Bern: Schönste Schweizer Bücher; «Weissenhofsiedlung»
- 2022: Kantonale Bibliothek Aargau: Aufnahme Buch: «50 ausgewählte Plakate»
- 2024: German Design Award, Frankfurt, Rat der Formgebung, «Modena Paintings», Jean-Michel Basquiat
- 2024: German Brand Award, Berlin, «Modena Paintings», Jean-Michel Basquiat
- 2025: German Design Award, Frankfurt, Rat der Formgebung, Buch «Fauvismus» und Plakatserie «Dada Poem»
- 2025: Bundesamt für Kultur, Bern: Schönste Schweizer Bücher; «Corbusier Villen»
- 2025: German Brand Award, Berlin, Buch «Fauvismus» und Plakatserie «Dada Poem»

## Sammlungen
Plakatsammlungen:
- Pinakothek der Moderne, München
- Museum Folkwang, Essen
- Museum für Gestaltung, Zürich

Fotografische Arbeiten sind vertreten in folgenden Sammlungen:
- Fotostiftung Schweiz, Winterthur
- Fotomuseum, Winterthur
- Musée de l’Elysée, Lausanne
- Photoforum Pasquart, Biel/Bienne
- Grafiksammlung der Zürcher Hochschule der Künste (ZHdK)
- Schweizerische Nationalbibliothek NB
- Aargauische Kantonalbibliothek

## Filme
- Ziegelei Rapperswil, Bern, Gasser Ceramic, 2007, Imagefilm
- Projekt Eiche, Stadt Baden / Peterhans Schibli, Dokumentation
- Toskana, Porträt über den Süden der Toskana, Experimentalfilm
- Jemen, Roadmovie über das Land
- Sana'a, Jemen, Porträt einer Stadt, Dokumentarfilm
- Schnottwil, Porträt über ein Dorf, Imagefilm / Dokumentarfilm
- Agathon, Bellach, Imagefilm
- Le Couvent de La Tourette, Le Corbusier, Dokumentation